# Spilosoma meridei
Spilosoma meridei là một loài bướm đêm thuộc phân họ Arctiinae, họ Erebidae.